# Charles H. Griffin

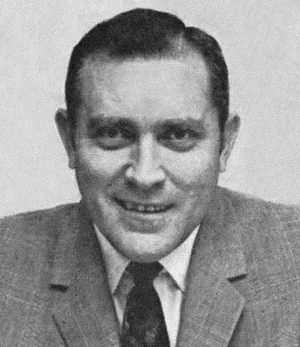
Charles H. Griffin (1971)

Charles Hudson Griffin (* 9. Mai 1926 bei Utica, Hinds County, Mississippi; † 10. September 1989 ebenda) war ein US-amerikanischer Politiker. Zwischen 1968 und 1973 vertrat er den dritten Wahlbezirk des Bundesstaates Mississippi im US-Repräsentantenhaus.

## Werdegang
Charles Griffin war der Ururenkel von Isaac Griffin, der zwischen 1813 und 1816 für Pennsylvania im US-Repräsentantenhaus saß. Er wurde auf einer Farm in der Nähe von Utica geboren und besuchte die Utica High School sowie das Hinds Junior College. Seine Studienzeit wurde durch den Zweiten Weltkrieg unterbrochen, an dem Griffin seit 1944 als Soldat der US-Marine im pazifischen Raum teilnahm. Nach dem Krieg beendete Griffin seine Ausbildung mit einem Studium an der Mississippi State University, an der er 1949 seinen Abschluss machte.
Politisch wurde Griffin Mitglied der Demokratischen Partei. Zwischen 1949 und 1968 war er Assistent des Kongressabgeordneten John Bell Williams. Nach dessen Rücktritt wegen seiner Wahl zum Gouverneur von Mississippi gewann Griffin die notwendig gewordene Nachwahl im dritten Distrikt seines Staates. Da er auch die folgenden beiden regulären Kongresswahlen gewann, konnte er zwischen dem 12. März 1968 und dem 3. Januar 1973 im Kongress verbleiben. 1972 verzichtete Griffin auf eine weitere Kandidatur. Zwischen 1980 und 1989 arbeitete er als Staatssekretär in der Verwaltung des Senats von Mississippi.